# 藍紋鱸
藍紋鱸，為輻鰭魚綱鱸形目鱸亞目藍紋鱸科的其中一種，分布於中西大西洋加勒比海巴哈馬群島、百慕達群島至中美洲海域，深度1-60公尺，為熱帶海水魚，本魚前半部紫色，後半部黃色，體長可達8公分，棲息在珊瑚礁的洞穴或岩壁凹陷處，以捕食其他魚類表面的寄生生物，生活習性不明，可做為觀賞魚。

## 擴展閱讀
- 藍紋鱸的图片 （页面存档备份，存于）